# ججين (إربد)
ججين قرية أردنية تقع في محافظة إربد غرب المدينة بـ (9) كيلومتر تبلغ مساحتها (5) كيلو متر مربع.

## السكان
يبلغ عدد سكانها حوالي (6500) نسمة، يعتمد سكانها في معيشتهم إضافة إلى الوظائف الحكومية وغير الحكومية على الزراعة البعلية المختلفة الشتوية؛ القمح والشعير، والصيفية؛ الباميا واللوبيا والقثاء. بالإضافة إلى زراعة الأشجار المثمرة مثل: التين، والزيتون، والعنب، والرمان، واللوز، وغيرها وتتميز بسهولة أرضها، وخصوبة تربتها، يدين أهلها بالإسلام ويوجود فيها مسجد يعود إلى العصر البيزنطي حيث كان فيما مضى من الزمان كنيسة، تحول إلى اسطبل للخيول، ثم إلى مسجد في العصر الأموي، وقد أعيد بناؤه في منتصف القرن العشرين ولا يزال قائما في وسط القرية.

## مناخها والزراعة فيها
مناخ ججين مناخ متوسطي معتدل بارد ومعتدل شتاء وحار ومعتدل صيفا تتميز بتربتها البنية الخصبة تشتهر بزراعة الزيتون والمزروعات الصيفية أهمها القثاء واللوبياء والبامياء.

## معالم
يوجد في ججين 6 مساجد ومدرستان حكوميتان:
1. مدرسة ججين الثانوية للبنين
2. مدرسة ججين الثانوية للبنات

## صور

جحين
مسجد جحين